# Åke Sellström
Åke Sellström, né en 1948, est un expert du European CBRNE Center originaire de Suède. Il est connu pour son travail dans le désarmement et la sécurité mondiale.

## Missions
Dans les années 1990, il a fait partie de l'équipe mandatée par l'ONU pour enquêter et démanteler le programme d'armes chimiques et biologiques de l'Irak.
En 2002, il a fait partie de la commission d'enquête des Nations unies charger d'enquêter sur les allégations de possession d'armes de destruction massive en Irak. Il avait démenti les accusations de George Bush sur l'existence d'armes de destruction massive en Irak.
Le 26 mars 2013, le secrétaire général des Nations unies, Ban Ki-moon, le nomme pour diriger la Mission des Nations unies chargée d'enquêter sur les utilisations présumées d'armes chimiques en République arabe syrienne. Cette mission se nomme Chemical weapons investigation team (CWIT) et est composée de représentants de l'Organisation pour l'interdiction des armes chimiques, de l'organisation mondiale de la santé et du Département de la Sécurité de l'ONU.